# Долина Смерти (Якутия)
Долина Смерти — мифическая аномальная зона в долине реки Вилюй в Якутии. Согласно современной городской легенде, эта зона находится в Мирнинском районе Якутии, к северу от Вилюйского водохранилища.

## Содержание легенды
Согласно записям чешского энтузиаста криптозоологии и уфологии, путешественника Ивана Мацкерле, местные жители рассказывают об огромных металлических «котлах» красного цвета с несколькими помещениями внутри, постепенно погружающихся в вечную мерзлоту. Ночевавшие в этих «котлах» охотники впоследствии заболевали неизвестной болезнью и умирали. В результате местность, где находятся «котлы» (якут. олгуй), была объявлена «проклятой» и получила название Елюю Чёркёчюёк (якут. Өлүү Чөркөчүөх).

## Упоминания в научных работах
Первое упоминание об огромном медном котле, «утонувшем в земле» в верховьях Вилюя, относится ко второй половине XIX века. С 1853 по 1855 год экспедиция Сибирского отдела Русского географического общества под руководством географа, натуралиста и этнографа Ричарда Карловича Маака проводила научные изыскания в бассейнах рек Вилюй, Олёкма и Чона. Маак изучал рельеф местности, геологию, а также знакомился с народностями, населяющими этот край. Рассказ о котле представлен в качестве местной сказки в его книге «Вилюйский округ Якутской области».

## Экспедиции
В 2006 году Иван Мацкерле организовал экспедицию по поиску загадочных котлов в Долине Смерти. Из записок Ивана Мацкерле:

«Местные утверждают, что Долина Смерти — это, в действительности, целая цепочка таких мест вдоль реки. Чтобы исследовать этот 200-километровый участок, мы разделили его на несколько частей. Останавливаясь в запланированной точке, мы разбивали лагерь и начинали поиски. Для разведки с воздуха был выбран моторный парашют. Наш пилот Павел летал над тайгой, снимал интересующие нас участки, а по возвращении мы внимательно изучали отснятый материал. „Нашел!“ — раздался однажды радостный голос Павла, совершавшего очередную посадку близ лагеря. На восток от реки он увидел очень необычные круги. Мы столпились у его камеры и начали жадно вглядываться в последние снимки. И действительно, среди лесной зелени виднелись абсолютно правильные концентрические круги. Мы определили их координаты, радуясь, что, видимо, нашли следы первого котла… Второе подобное место мы обнаружили в нескольких километрах по течению реки, когда растаял снег».
Путешественники сообщают, что в местах нахождения «котлов» действует мощное магнитное поле. Однако у чешской экспедиции не было с собой дорогостоящего оборудования для детального обследования. В своём интервью исследователи сообщают:

Но уже то, что в безбрежной тайге удалось найти нечто напоминающее «котлы», — большой успех. Теперь нам известны точные GPS-координаты «котлов», и если другая экспедиция захочет пойти по нашим стопам, мы можем передать ей собранную информацию.
Экспедиция 2008 года под руководством автора телепрограммы «Дневник путешественника» Евгения Трошина не обнаружила котлов.
Экспедиция съёмочной группы «Искателей Якутии» в Долину Смерти в 2011 году осуществила сплав по реке Олгуйдах. Котлов экспедиция не обнаружила, но в одном из болот был найден странный предмет, названный «резиновым камнем».

## Комментарии
1. ↑  Такое название известно в якутской мифологии, оно означает страну бедствий и смерти в Нижнем мире[2]